# Ştefan Birtalan
Ştefan Birtalan (Zalău, 25 settembre 1948 – Bucarest, 27 maggio 2024) è stato un pallamanista rumeno.

## Palmarès

### Olimpiadi
- 3 medaglie:
  - 1 argento (Montréal 1976)
  - 2 bronzi (Monaco di Baviera 1972; Mosca 1980)

### Mondiali
- 2 medaglie:
  - 2 ori (Francia 1970; Germania Est 1974)